# 2014년 영화
다음은 2014년 영화에 대한 정보이다. 이 해에 개봉된 영화와 주요 박스오피스, 영화제 등을 기재한다.

## 박스오피스
| 순위 | 제목                            | 스튜디오                          | 수익           |
| ---- | ------------------------------- | --------------------------------- | -------------- |
| 1    | 트랜스포머: 사라진 시대         | 파라마운트 픽처스                 | $1,087,404,499 |
| 2    | 가디언즈 오브 갤럭시            | 마블 스튜디오                     | $770,662,444   |
| 3    | 말레피센트                      | 월트 디즈니 픽처스                | $757,723,217   |
| 4    | 엑스맨: 데이즈 오브 퓨처 패스트 | 20세기 폭스                       | $746,045,700   |
| 5    | 캡틴 아메리카: 윈터 솔져        | 마블 스튜디오                     | $714,083,572   |
| 6    | 어메이징 스파이더맨 2           | 컬럼비아 픽처스                   | $708,982,323   |
| 7    | 혹성탈출: 반격의 서막           | 20세기 폭스                       | $708,266,226   |
| 8    | 드래곤 길들이기 2               | 20세기 폭스 / 드림웍스 애니메이션 | $618,849,989   |
| 9    | 고질라                          | 워너브라더스                      | $524,976,069   |
| 10   | 리오 2                          | 20세기 폭스                       | $498,781,117   |